# Saint-Yorre
Saint-Yorre är en kommun i departementet Allier i regionen Auvergne-Rhône-Alpes i de centrala delarna av Frankrike. Kommunen ligger  i kantonen Cusset-Sud som ligger i arrondissementet Vichy. År 2022 hade Saint-Yorre 2 618 invånare.

## Befolkningsutveckling
Antalet invånare i kommunen Saint-Yorre
Referens: INSEE